# Comendador Escrivá
Con el nombre de Comendador Escrivá se conoce a un poeta valenciano no claramente identificado de principios del siglo XVI.
Se publicaron diversas coplas suyas en el Cancionero General, de Hernando del Castillo y también aparecen algunas en el Cancionero de Elvas. De ellas, una muy conocida es esta, glosada por Lope de Vega y por Cervantes, en el Quijote:

Ven, muerte, tan escondida,

que no te sienta venir,

porque el placer del morir

no me torne a dar la vida

## Discusión sobre su identidad
Hacia el siglo XIX, Milá y Fontanals, Menéndez y Pelayo y Michaëlis de Vasconcellos, supusieron que era mosén Joan Ram Escrivà, maestre racional de Valencia, del que eran conocidas obras en catalán, sin embargo en 1993, Martín de Riquer publicó un artículo en el que afirma que no hay ninguna fuente contemporánea que nombre a este personaje con el título de Comendador y que no se conocen obras suyas en castellano. Por ello, propone identificarlo con el arquitecto e ingeniero militar valenciano Pedro Luis Escrivà, del que se sabe reconstruyó en 1537 el Castillo de San Telmo de Nápoles. 
Finalmente Ivan Parisi propone a Baltasar Escrivà de Romaní (m. 1547), barón de Beniparrell y comendador de la orden de Santiago, hijo de Eiximèn Pérez Escrivà de Romaní y de Caterina de Sena.

## Obras
- "Querella ante Dios Amor"